# Friedemann Friese
Friedemann Friese (Stadthagen, 5 giugno 1970) è un autore di giochi tedesco, residente a Brema.
I suoi segni distintivi sono il colore verde, tanto che anche i suoi capelli sono colorati di verde, e la lettera "F": quasi tutti i suoi giochi hanno il titolo che, nell'originale in tedesco, inizia con questa lettera. La maggior parte dei suoi giochi in Germania è pubblicata dalla sua azienda, la 2F-Spiele.

## Ludografia
- 1992 - Il Padrone di Casa (Wucherer), 2F-Spiele e Giochi Uniti
- 1994
  - Paparazzo (con Wolfgang Panning), Abacus
  - Falsche FuFFziger, 2F-Spiele
- 1995 - Foppen, 2F-Spiele
- 1997 - Frisch Fisch, 2F-Spiele
- 1999
  - Frischfleisch, 2F-Spiele
  - Friesematenten, 2F-Spiele
- 2000 - Turbo Taxi (Flickwerk), 2F-Spiele e Queen Games
- 2001 - Alta tensione (Funkenschlag), 2F-Spiele e Stratelibri
- 2002
  - Fische Fluppen Frikadellen,  2F-Spiele
  - Fundstücke, 2F-Spiele
- 2003
  - Schwarzarbeit (con Andrea Meyer), BeWitched Spiele
  - Ludoviel (con Hartmut Kommerell, Thorsten Gimmler, Andrea Meyer e Martina Hellmich), BeWitched Spiele
  - Fuggi Fuggi!, (Finstere Flure), 2F-Spiele, Tilsit e Giochi Uniti
- 2005
  - Fiese Freunde Fette Feten (con Marcel-André Casasola Merkle), 2F-Spiele
  - Fiji, 2F-Spiele
- 2006
  - Fürchterliche Feinde, 2F-Spiele
  - Monstermaler (con Marcel-André Casasola Merkle e Andrea Meyer), 2F-Spiele, Bewitched Spiele e Casasola
- 2007 - Felix: Il gatto nel sacco (Filou - Die Katze im Sack), 2F-Spiele e Stratelibri
- 2008
  - Die 3 Gebote (con Gordon Lamont e Fraser Lamont), Bewitched
  - Fauna, 2F-Spiele e dV Giochi
- 2009 - Alta Tensione: Fabrik Manager (ManagerFunkenschlag: Fabrikmanager), 2F-Spiele e Stratelibri
- 2010 - Stich-Meister, 2F-Spiele
- 2011 - Venerdì (Freitag), 2F-Spiele e uplay.it Edizioni
- 2012 - Fremde Federn, 2F-Spiele
- 2015 - 504, 2F-Spiele
- 2016 -  America (con Ted Alspach), Bezier Games
- 2017 - Frutta fatata
- 2020 - Faiyum

## Premi
I giochi di Friese sono stati nominati molte volte ai premi più prestigiosi tra i quali:
- Spiel des Jahres
  - 2003 - Fische Fluppen Frikadellen: gioco raccomandato
  - 2005 - Alta Tensione: gioco raccomandato
  - 2009 - Fauna: gioco nominato

- Kennerspiel des Jahres
  - 2012 - Venerdì: gioco raccomandato

- Premio A la carte
  - 2008 - Felix: Il gatto nel sacco: 3º classificato
  - 2011 - Stich-Meister: 2º classificato
  - 2012 - Venerdì: 5º classificato
  - 2017 - Frutta Fatata: 2º classificato